# Cottageville
Cottageville és una població dels Estats Units a l'estat de Carolina del Sud. Segons el cens del 2000 tenia 707 habitants.

## Demografia
Segons el cens del 2000, Cottageville tenia 707 habitants, 274 habitatges i 206 famílies. La densitat de població era de 85,8 habitants/km².
Dels 274 habitatges en un 32,5% hi vivien nens de menys de 18 anys, en un 60,9% hi vivien parelles casades, en un 10,2% dones solteres, i en un 24,8% no eren unitats familiars. En el 21,5% dels habitatges hi vivien persones soles el 7,3% de les quals corresponia a persones de 65 anys o més que vivien soles. El nombre mitjà de persones vivint en cada habitatge era de 2,58 i el nombre mitjà de persones que vivien en cada família era de 2,97.
Per edats la població es repartia de la següent manera: un 25,3% tenia menys de 18 anys, un 6,2% entre 18 i 24, un 28,7% entre 25 i 44, un 26,6% de 45 a 60 i un 13,2% 65 anys o més.
L'edat mediana era de 39 anys. Per cada 100 dones de 18 o més anys hi havia 91,3 homes.
La renda mediana per habitatge era de 38.281 $ i la renda mediana per família de 44.583 $. Els homes tenien una renda mediana de 29.886 $ mentre que les dones 22.019 $. La renda per capita de la població era de 16.765 $. Entorn del 14,7% de les famílies i el 18,7% de la població estaven per davall del llindar de pobresa.

## Poblacions més properes
El següent diagrama mostra les poblacions més properes.